# Desembarque em Pontian

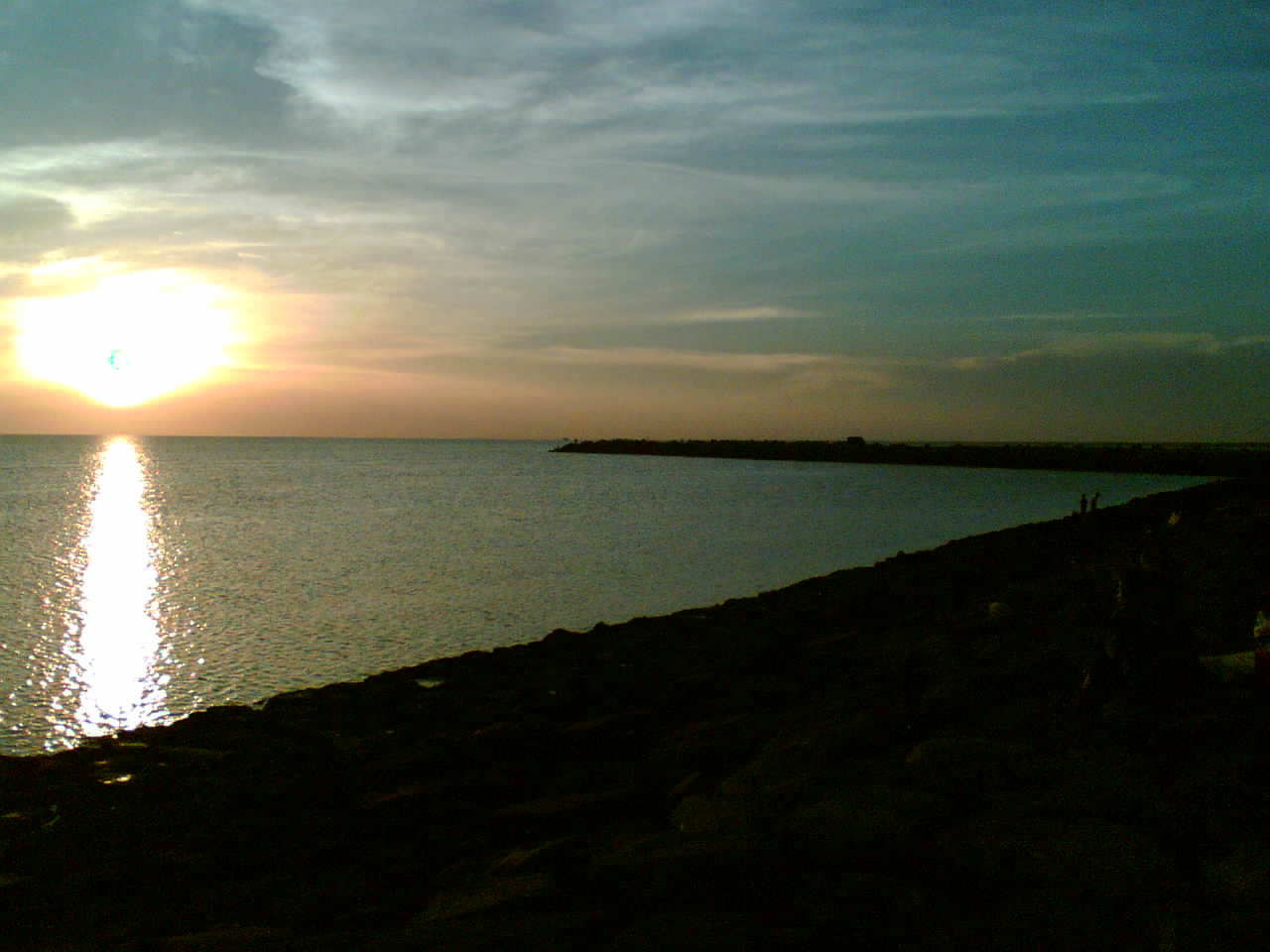
Litoral de Pontian, onde as forças indonésias desembarcaram em agosto de 1964.

O desembarque em Pontian (17 de agosto de 1964) foi um desembarque anfíbio realizado por um pequeno corpo de tropas indonésias no Distrito de Pontian do sudoeste da Malásia.

## Origens
Durante as celebrações da independência da Indonésia dos Países Baixos em 17 de agosto de 1964, o presidente da Indonésia Sukarno declarou que o ano que se seguiria seria um 'Ano de Vida Perigosa'. O objetivo era sinalizar sua intenção de intensificar o confronto em curso com a Malásia a ponto de seguir a linha de uma poderosa resposta militar anglo-malaia. Sem o conhecimento de seu povo ou dos malaios e seus aliados, no entanto, Sukarno pretendia prosseguir com sua declaração e havia planejado uma série de ataques aéreos e marítimos contra a península da Malásia, um ato abertamente agressivo no que havia sido um conflito contido para o norte de Bornéu. Embora tenha sido uma medida arriscada, teve a chance de capitalizar sobre os recentes distúrbios na Malásia e Cingapura, colocando soldados indonésios e simpatizantes dentro do território malaio, onde eles poderiam tentar levantar a população contra um governo muito novo ao qual deviam pouca lealdade.

## Desembarques

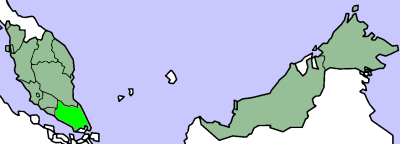
Os desembarques ocorreram no distrito de Pontian, na costa oeste do estado malaio de Johor, destacado no mapa acima.

Sukarno planejou começar seu 'Ano de Vida Perigosa' imediatamente, começando com um pouso anfíbio naquela mesma noite (17 de agosto) de paraquedistas indonésios e chineses-malaios exilados, que serviram como guias. A sua missão era dupla: os indonésios deviam estabelecer uma base de guerrilha e começar a recrutar e treinar os locais nesse estilo de guerra, enquanto os outros cometiam atos de sabotagem e assassinatos. O primeiro estabeleceria um ponto de apoio para ataques posteriores ao território da Malásia, bem como tentaria criar agitação entre a população contra o governo e os britânicos, e o último aumentaria a ameaça da presença indonésia de modo a exacerbar o estresse interno lá. Os indonésios também esperavam que a cobertura dos imensos manguezais ocultasse a chegada de seus intrusos.
Os desembarques foram realizados conforme planejado, com as tropas sendo desembarcadas secretamente em três locais ao longo da costa de Pôncio durante a noite de 17 de agosto. A partir daí, porém, os planos indonésios rapidamente se perderam. A população local revelou-se extremamente pouco receptiva à incursão indonésia e, antes que pudessem começar a estabelecer qualquer tipo de apoio e governo provisório, as forças de segurança da Malásia começaram a chegar ao local. Várias unidades foram implantadas pelo governo da Malásia, incluindo uma companhia do Regimento Real da Malásia, um regimento de reconhecimento e um esquadrão da polícia da selva Senoi Praaq, que se revelaria importante para encontrar o futuro pousos.
Metade dos invasores foi capturada imediatamente após o desembarque, e como os malaios isolaram uma área com um raio de duzentas milhas ao redor de Pontian, tornou-se simplesmente uma operação de limpeza para prender os outros. O Senoi Praaq seria fundamental neste processo, provando ser adepto de capturar intrusos indonésios enquanto eles se escondiam para obter comida de aldeões malaios, bem como seguir seus rastros pela selva. O perímetro foi rapidamente reduzido para um raio de apenas oito milhas conforme os postos de controle mais apertados foram estabelecidos e as unidades de segurança varreram a área, e a resistência indonésia rapidamente desmoronou. Todos menos quatro foram capturados ou mortos neste esforço (a grande maioria capturada).

## Resultado
Os desembarques em Pontian, embora pequenos em escala e malsucedidos na natureza, causaram uma enorme crise política para a Grã-Bretanha. O governo da Malásia ficou furioso e acusou os indonésios de "agressão flagrante", ameaçando atacar (através da Grã-Bretanha) em suas bases em Sumatra, ao mesmo tempo pressionando Londres imensamente para agir.